# Aplocheilichthys fuelleborni
Aplocheilichthys fuelleborni é uma espécie de peixe da família Poeciliidae.
É endémica de Tanzânia.
Os seus habitats naturais são: rios intermitentes, marismas de água doce e marismas intermitentes de água doce.
Está ameaçada por perda de habitat.